# Robert Duvall
Robert Selden Duvall (* 5. ledna 1931, San Diego, Kalifornie, USA) je americký, Oscarem oceněný herec a filmový režisér.

## Život

### Dětství a studia
Narodil se v kalifornském San Diegu. Jeho otcem byl William Howard Duvall, kontradmirál amerického námořnictva s francouzskými hugenotskými kořeny; matkou pak amatérská herečka, potomek jižanského generála Roberta E. Leeho. Duvallův otec byl metodista, matka byla příslušnice církve Christian Scientist, v kteréžto víře byl vychován i malý Robert. Dodnes se k této církvi hlásí, ačkoliv, jak sám uvádí, velkou část života neprožil zrovna v křesťanském duchu.
Vyrůstal ve značně vojensky zaměřené rodině, jistou dobu žil v marylandském Annapolis, poblíž United States Naval Academy. V armádě sloužil pod číslem 52 346 646 od 19. srpna 1953 do 20. srpna 1954, dosáhl hodnosti Private First Class a získal ocenění National Defense Service Medal.
Herectví vystudoval na The Neighborhood Playhouse newyorské School of Theatre pod dohledem Sanford Meisner. Když se snažil prorazit jako herec, pracoval na manhattanské poště, po šesti měsících toho však měl dost a vyjádřil se, že příštích dvacet let na jednom místě nevydrží.
Má hvězdu na Hollywoodském chodníku slávy.

### Filmová kariéra
Jeho první filmovou rolí bylo ztvárnění Boo Radleyho v kritikou ceněném Jako zabít ptáčka (1962), ale opravdového úspěchu se dočkal až ztvárněním postavy Toma Hagena v Kmotrovi (1972) a Kmotrovi II. (1974).